# 长江图
《长江图》（英語：Crosscurrent）是杨超执导的一部中国爱情片，是继《旅程》后他执导的第二部电影长片。秦昊、辛芷蕾、谭凯、邬立朋主演，李屏宾担任摄影师。入围第66届柏林电影节主竞赛单元。李屏宾获得柏林影展杰出艺术成就奖(摄影)。2016年9月8日在中国上映。获得第53届金马奖最佳摄影和最佳音效奖，以及第11届亚洲电影大奖最佳音响。

## 剧情
船长高淳（秦昊 饰）在驾驶货船沿长江送货的途中，不断上岸寻找艳遇。但他逐渐发现，这些在不同的码头遇到的女人，好像是同一个人——安陆（辛芷蕾 饰）。

## 角色
- 秦　昊 饰 船长高淳
- 辛芷蕾 饰 安陆，高淳要寻找的女人
- 邬立朋 饰 武胜，年轻的水手，高淳的手下，因意外事故去世
- 江化霖 饰 钟祥，老水手，高淳的手下
- 谭　凯 饰 罗定
- 王宏伟 饰

## 创作
电影于2012年1月3日开机拍摄，曾获得戛纳电影节的支持，仅创作剧本就花了七年时间，几乎都在长江流域拍摄。曾被定义为“魔幻现实主义爱情片”。3500万，对于一部文艺片来说，称得上是“耗费巨资”。而这些钱，都与胶片脱不了干系。当胶片质感中细腻呈现长江上氤氲的雾气随着水波散发出关于生命和历史的拷问时，这部电影也被冠上“中国最后一部胶片电影”的落寞定语。

## 评价
影片摄影画面优美，故事松散，影片要表达的主题以及女主角的身份让一般观众不易理解。15位专业影评人给出的平均分为5.8分，给6分以上的有8位，不到6分的有7位。

## 奬項
| 年度   | 颁奖典礼                     | 奖项                         | 获提名者     | 结果 |
| ------ | ---------------------------- | ---------------------------- | ------------ | ---- |
| 2016年 | 第66屆柏林影展               | 傑出藝術貢獻銀熊獎(攝影)     | 李屏賓       | 獲獎 |
| 2016年 | 第53屆金馬獎                 | 最佳攝影                     | 李屏賓       | 獲獎 |
| 2016年 | 第53屆金馬獎                 | 最佳音效                     | 房濤、郝智禹 | 獲獎 |
| 2016年 | 亞太電影大獎（APSA）         | 評審團大獎(JURY GRAND PRIZE) | 長江圖       | 獲獎 |
| 2017年 | 第11届亚洲电影大奖           | 最佳音响                     | 房濤、郝智禹 | 獲獎 |
| 2017年 | 中国电影导演协会2016年度表彰 | 年度导演                     | 杨超         | 提名 |